# Лимарєв Олександр Андрійович
Олекса́ндр Андрі́йович Ли́марєв (рос. Александр Андреевич Лымарев; нар. 18 січня 1983, Москва) — російський актор.

## Життєпис
Олександр Лимарєв народився 18 січня 1983 року в Москві. З п'яти років займався степом. Його першим учителем був прадід — народний артист Росії Сергій Олександрович Русанів. В 1993 році Олександр почав займатися степом у заслуженого артиста Росії Владимира Івановича Кірсанова. В 1996 році на чемпіонаті Європи по степові Олександр завоював бронзову медаль. Це був його перший великий успіх. В 1997 році Олександр Лимарєв і ще один учень Кірсанова Антон Молотків створили степ-дует «Брати ПарАвозовы». Протягом семи років вони виступали зі своєю програмою в нічних клубах Москви. Перший їхній виступ відбувся в ресторані «Тропикана».
За порадою В. І. Кірсанова, Олександр із 15 років почав серйозно готовитися до вступу в театральне училище. По закінченню гуманітарного коледжу він зробив на акторський факультет Міжнародного Слов'янського інституту на курс Ю. М. Авшаріва. По закінченню 1 курсу Олександр одержав запрошення від Родіона Овчінніківа перевестися в Театральне училище імені Б. В. Щукіна на його курс.

## Творча діяльність
У 2003 році, навчавшись на четвертому курсі, Олександр знявся у фільмі режисера Леоніда Марягіна «Здраствуй, столиця!» у головній ролі Севи Мокшіна. У тому ж 2003 року Олександр Лимарєв знявся в головній ролі в кримінальній мелодрамі «Медяний місяць». Однак теперішню популярність молодому актору принесла роль рядового/молодшого сержанта Михайла Медведєва в серіалі «Солдати», який вийшов в 2004 році на російському телеканалі РЕН-ТВ. У 2006 році Олександр знявся в головній ролі сина київського губернатора Марка Задухи у фільмі українського режисера Олександра Кірієнка «Помаранчеве небо». У 2007 році Олександр грав у спектаклі «Казки старого Арбата» по п'єсі А. Арбузова. Крім іншого він захоплюється цифровою фотографією й графікою, грає на гітарі.

## Фільмографія
1. 2003 — Здрастуй столиця! — Сева Мокшін
2. 2003 — Медяний місяць — Женя
3. 2003 — П'ятий Ангел
4. 2004–2006 — Солдати (1—3, 6—10 частини) — рядовий/молодший сержант/сержант/приватний підприємець/депутат обласної думи Михайло Петрович Медведєв
5. 2005 — Зустрічний рух
6. 2005 — Аеропорт — Алік
7. 2005 — Плата за любов (Аве Марія) — Михайло Лихачов
8. 2006 — Помаранчеве небо — Марко Задуха
9. 2006 — Викрадення — Саня
10. 2007 — Повернення Турецького — Андрій Черкасов (серія «Граффер»)
11. 2007 — Нульовий кілометр — Костя
12. 2007 — Свій-Чужий — Єгор Якушів
13. 2008 — Божа мати у кривавих снігах — Ілля
14. 2008 — Гра — воротар
15. 2008 — Застава Жиліна
16. 2008 — Платон — Антон
17. 2008 — Обручка (серіал) — епізодична роль
18. 2018 — Жовте око тигра — Тимофій

## Нагороди
- Бронзовий призер Чемпіонату Європи зі степу (1996)
- Приз у номінації «За найкращу чоловічу роль» VI Міжнародного фестивалю продюсерських фільмів у Ялті за роль у художньому фільмі «Помаранчеве небо» (2006)